# ترشکلی
ترشکلی (torshakli) 
ترشکلی'، روستایی است از توابع بخش داشلی‌برون شهرستان گنبد کاووس در استان گلستان ایران.از شمال با ترکمنستان و از جنوب با داشلی برون همسایه است

## جمعیت
این روستا در دهستان اترک (گنبد کاووس) قرار داشته و براساس سرشماری سال 1395 جمعیت آن 404 نفر(66 خانوار) بوده‌است.